# Rhosus aguirrei
Rhosus aguirrei är en fjärilsart som beskrevs av Berg. 1882. Rhosus aguirrei ingår i släktet Rhosus och familjen nattflyn. Inga underarter finns listade.